# بيني إل. وولي جونيور
بيني إل. وولي جونيور (بالإنجليزية: Bennie L. Woolley, Jr.)‏ هو مدرب خيول أمريكي، ولد في 21 ديسمبر 1963 في راتون في الولايات المتحدة.